# Máscara de Guy Fawkes

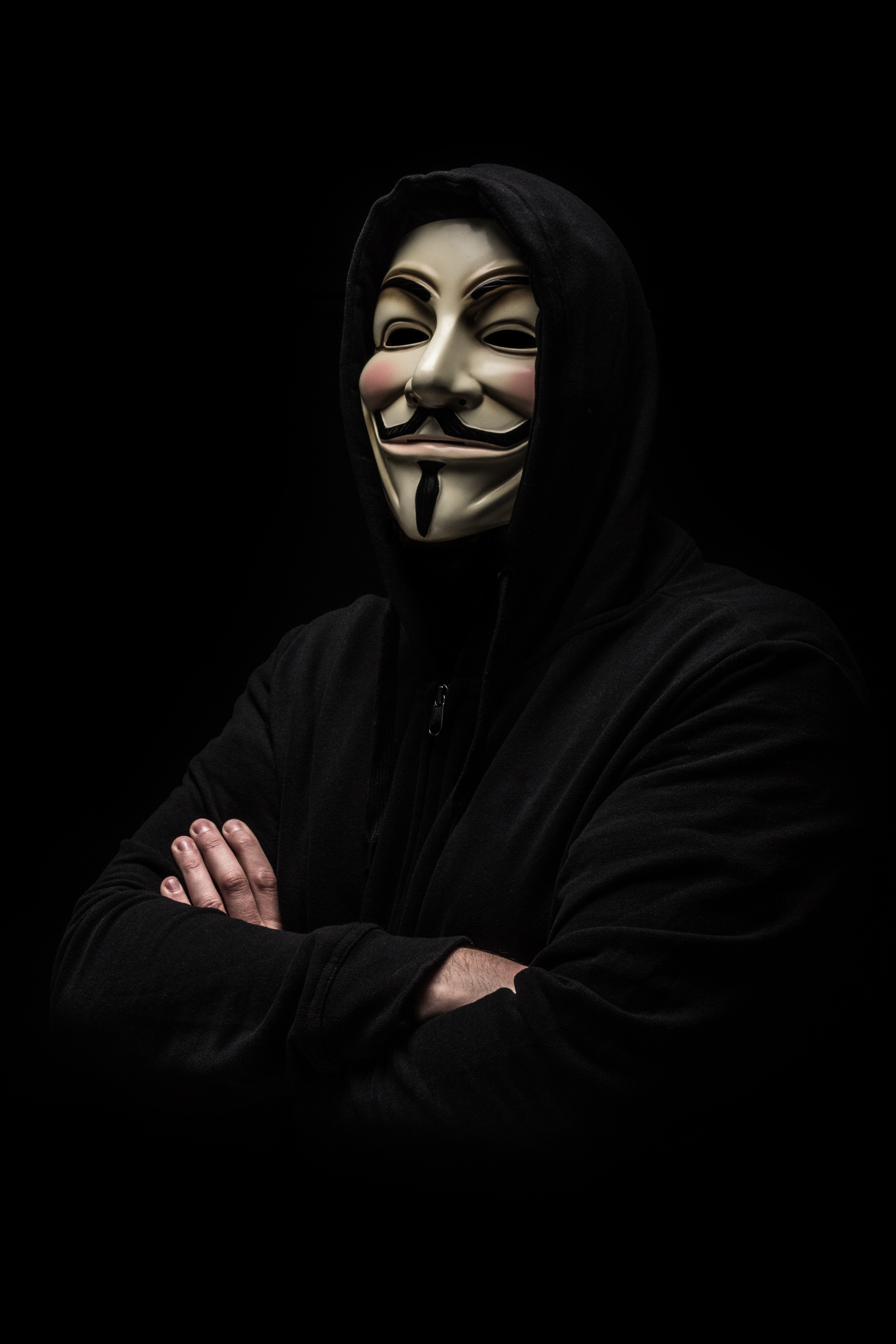
Persona llevando puesta la máscara de Guy Fawkes

La máscara de Guy Fawkes es la representación del conspirador católico inglés del mismo nombre, miembro de la conspiración de la pólvora, quien intentó volar la Cámara de los Lores en Londres en 1605, conocido como Guy Fawkes. El uso de la máscara como efigie tiene largas raíces como parte de las celebraciones de la Noche de Guy Fawkes.
Se describe como una representación estilizada de un rostro con una sonrisa sobredimensionada, mejillas rojas, y un amplio bigote con las puntas hacia arriba en ambos extremos, junto con una perilla vertical puntiaguda y delgada.
La máscara, diseñada por el ilustrador David Lloyd, llegó a representar un amplio grupo de protestas a raíz de que se usara en la película V for Vendetta. Después de aparecer en los foros de Internet, se convirtió en un símbolo bien conocido para el grupo hacktivista Anonymous, siendo utilizada en el Proyecto Chanology, movimientos de ocupación, protestas antigubernamentales y antisistema en todo el mundo.

## Orígenes

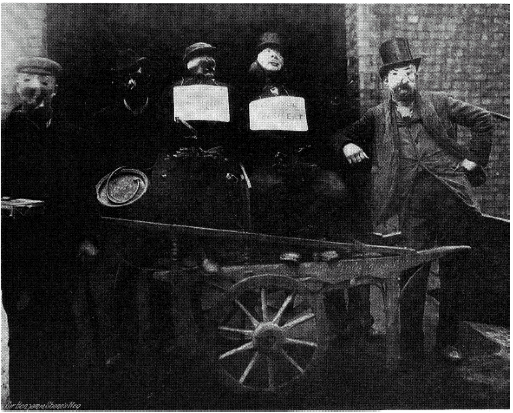
Efigies y coleccionistas de Guy Fawkes, todos enmascarados, 1903, por John Benjamin Stone.

La conspiración de la Pólvora en 1605 fue conmemorada desde el principio en Inglaterra con la quema ese día de efigies de figuras impopulares. Hacia el final del siglo XVIII, aparecieron los primeros informes de niños en Gran Bretaña pidiendo además dinero usando máscaras de Guy Fawkes, por lo que el 5 de noviembre fue gradualmente conocido como la Noche de Guy Fawkes, aunque muchos ahora prefieren el término Bonfire Night (Noche de las hogueras).
A principios de 1980, esas tradicionales máscaras de Guy Fawkes, hechas de cartón o papel barato, aun eran vendidas a los niños de Gran Bretaña o regaladas junto con historietas en otoño. Sin embargo, estas se volvieron luego cada vez menos populares, siendo suplantadas por máscaras de Halloween.

## V de Vendetta

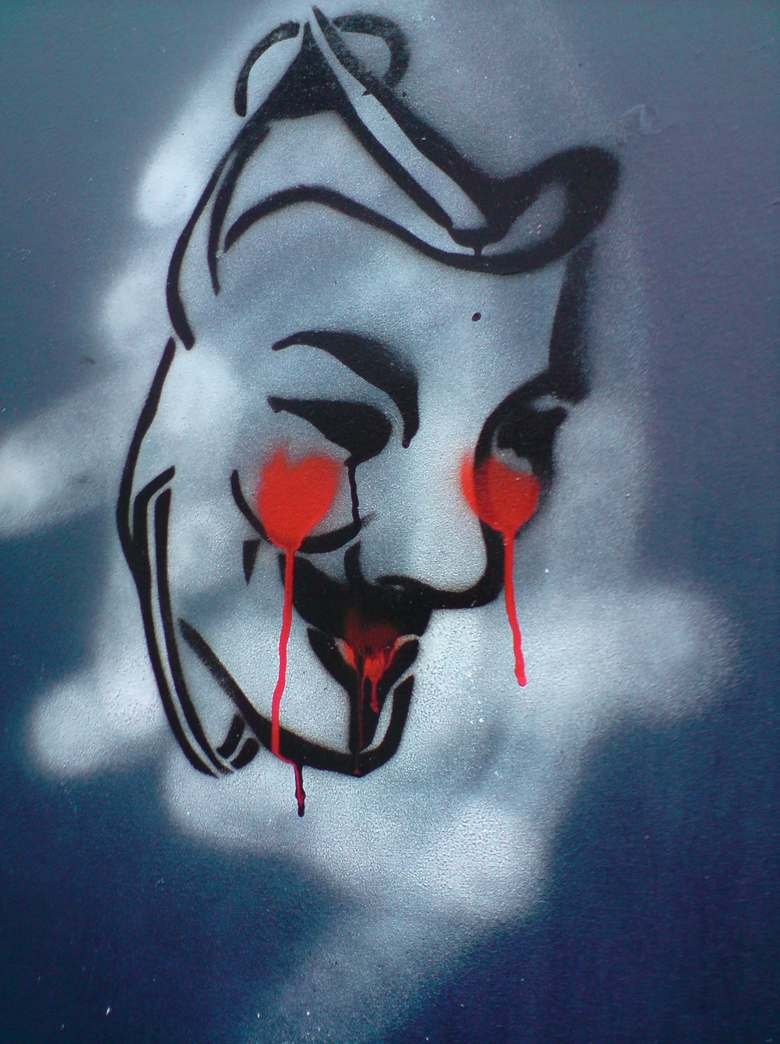
Graffiti de la máscara que lleva V en la novela gráfica V de Vendetta.

El personaje principal V de la serie de cómics V de Vendetta, que comenzó en 1982 y su adaptación cinematográfica en 2005, llevaba una máscara de Guy Fawkes para ocultar su identidad. La serie de cómics, escrita por Alan Moore e ilustrada en su mayoría por David Lloyd se “centra en los esfuerzos de un justiciero para destruir un gobierno autoritario en un Reino Unido futurista y distópico." En el desarrollo de la idea, Lloyd escribió una nota a mano: "¿Por qué no lo representamos como un Guy Fawkes resucitado, con una de esas máscaras de papel maché, una capa y un sombrero cónico? Se vería muy interesante y le daría a Guy Fawkes la imagen que ha merecido todos estos años. ¡No hay que quemar al tipo cada 5 de noviembre, sino celebrar su intento de volar el parlamento!” Moore comentó que, debido a la idea de Lloyd, "Todos los distintos fragmentos en mi cabeza de repente cayeron en su lugar, unidos detrás de la sola imagen de una máscara de Guy Fawkes".

## Uso temprano por manifestantes
Desde el lanzamiento en 2006 de la película V de Vendetta, el uso de máscaras estilizadas de "Guy Fawkes ", con bigote y barba en punta, se ha extendido a nivel internacional entre los grupos que protestan contra los políticos, bancos e instituciones financieras. Las máscaras protegen tanto la identidad como el rostro de las personas y demuestran su compromiso con la causa común.
En 2006, dos grupos rivales usando máscaras de Fawkes se enfrentaron frente a las oficinas de DC Comics. Un grupo, liderado por el anarquista de izquierda Adam Weismann, protestaba contra la película V for Vendetta. Otro grupo, dirigido por Todd Seavey se manifestaba a favor de DC Comics. Sus máscaras habrían sido facilitadas por un empleado de Time Warner.

## Anonymous

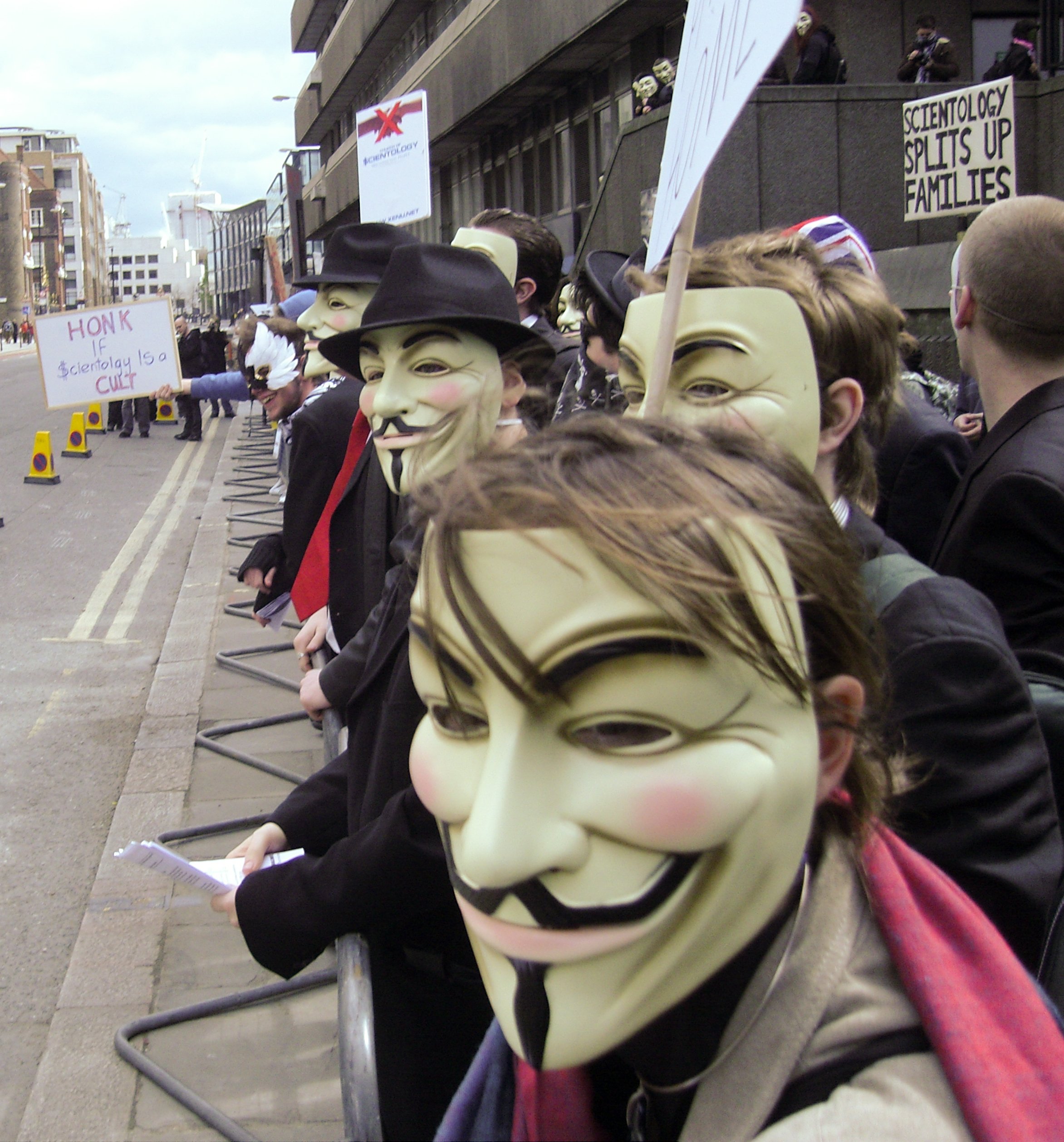
Anonymous usando la máscara en una protesta en contra de la iglesia de la Cienciologia en Londres, 2008

La máscara se asoció con el grupo hacktivista Anonymous y su Proyecto Chanology en contra de la Iglesia de la Cienciología en 2008. El grupo protestó en respuesta a las acciones de la Iglesia que forzaban a YouTube a promocionar un vídeo de Tom Cruise respaldando a la Cienciología, vídeo que era de uso interno dentro de la Iglesia. Anonymous protestó en contra de los métodos de litigio de la Iglesia de la Cienciología durante varios meses. Se alentó a los manifestantes a ocultar sus rostros, ya que era una práctica común para los miembros de la Iglesia fotografiar a los manifestantes. La máscara de Guy Fawkes era un método muy utilizado para ocultar su identidad.

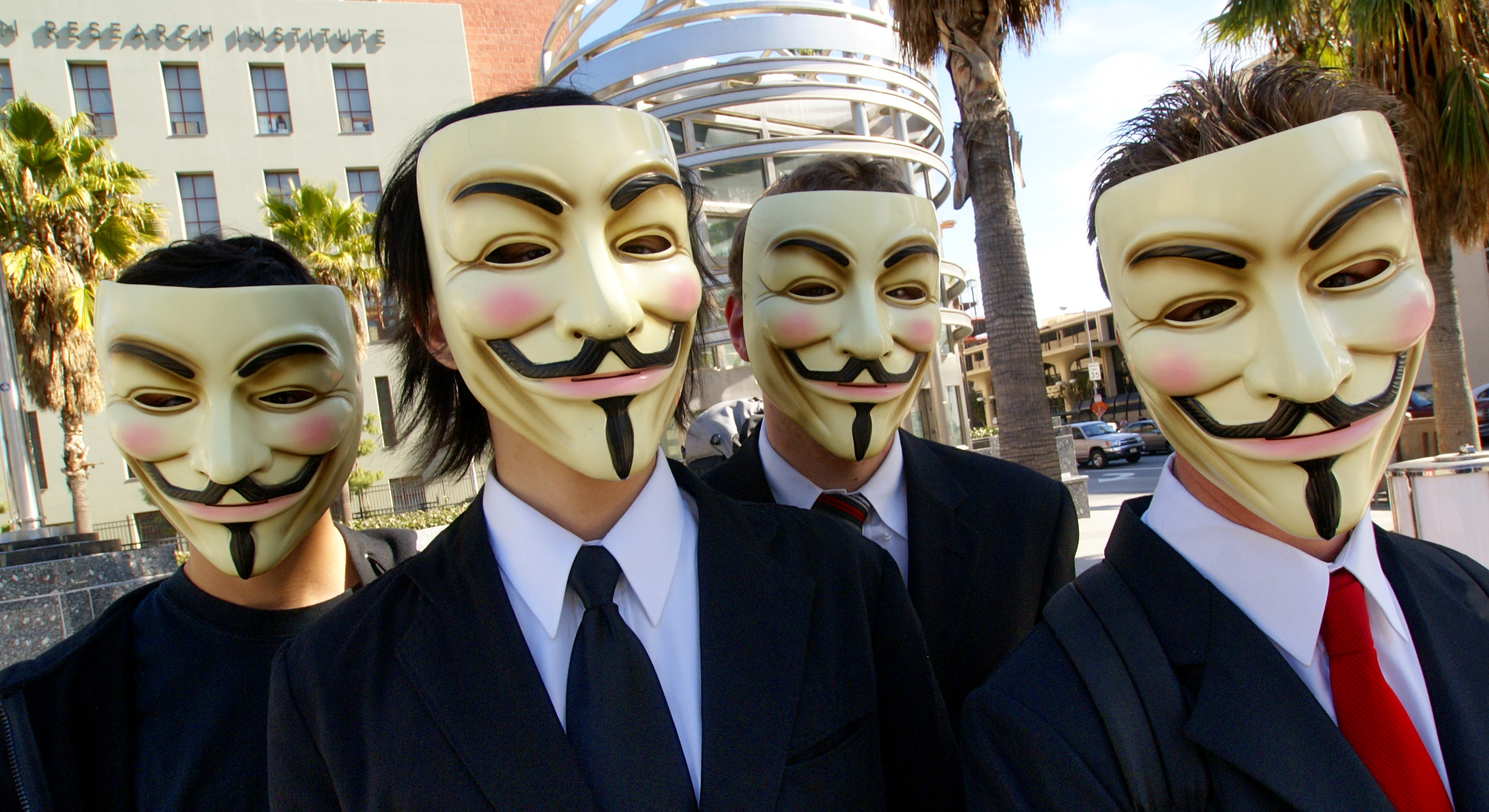
Integrantes del "Anonymous" usando la máscara en Los Ángeles, 2008

A medida que continuaban las protestas, más manifestantes comenzaron a optar por el uso de la máscara, que con el tiempo adquirió un estatus simbólico dentro del grupo. El grupo con sede en Internet adoptó el personaje en sus protestas en contra de la autoridad.

## Uso popular en las protestas

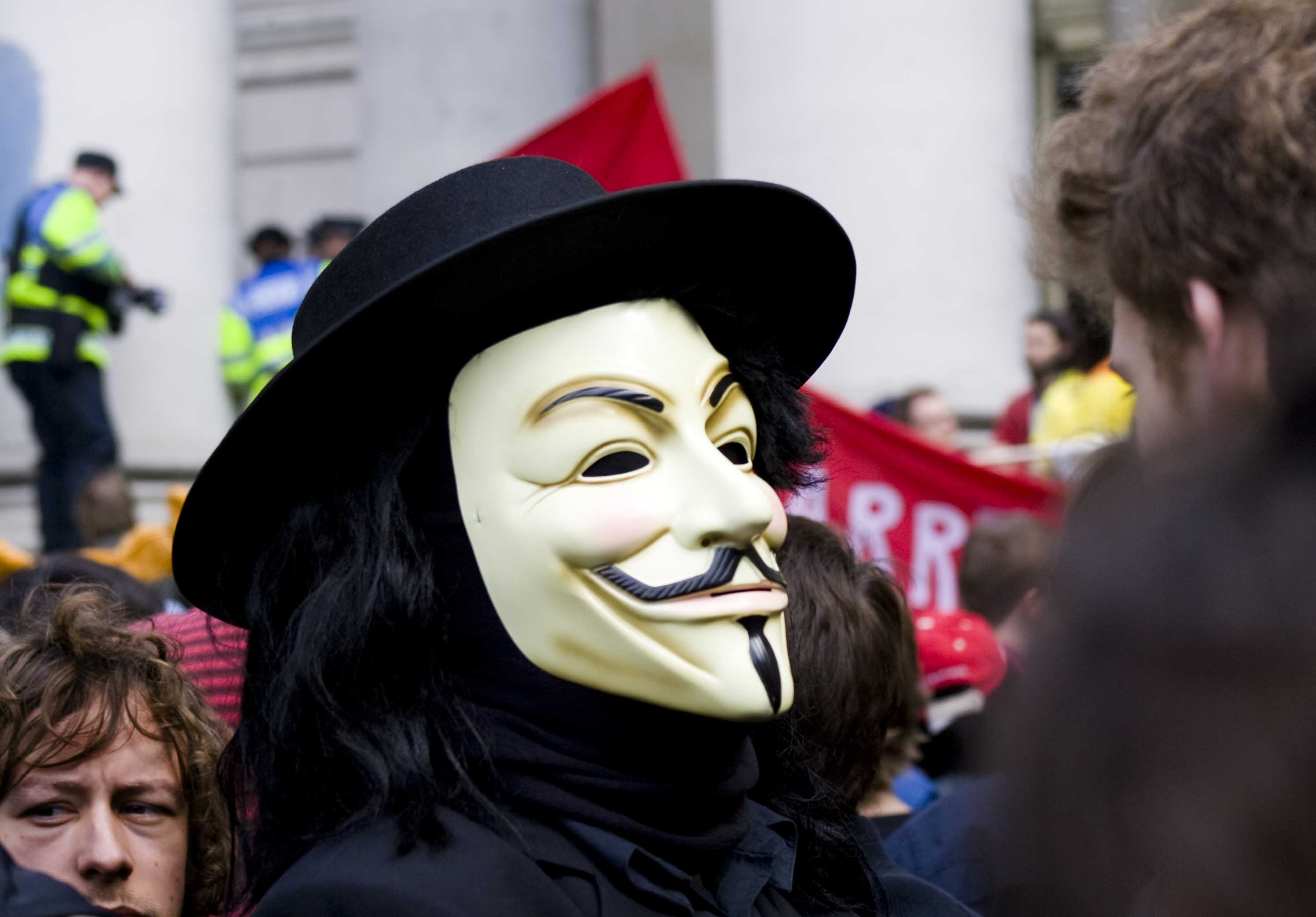
Manifestante vestido como V de V de Vendetta.

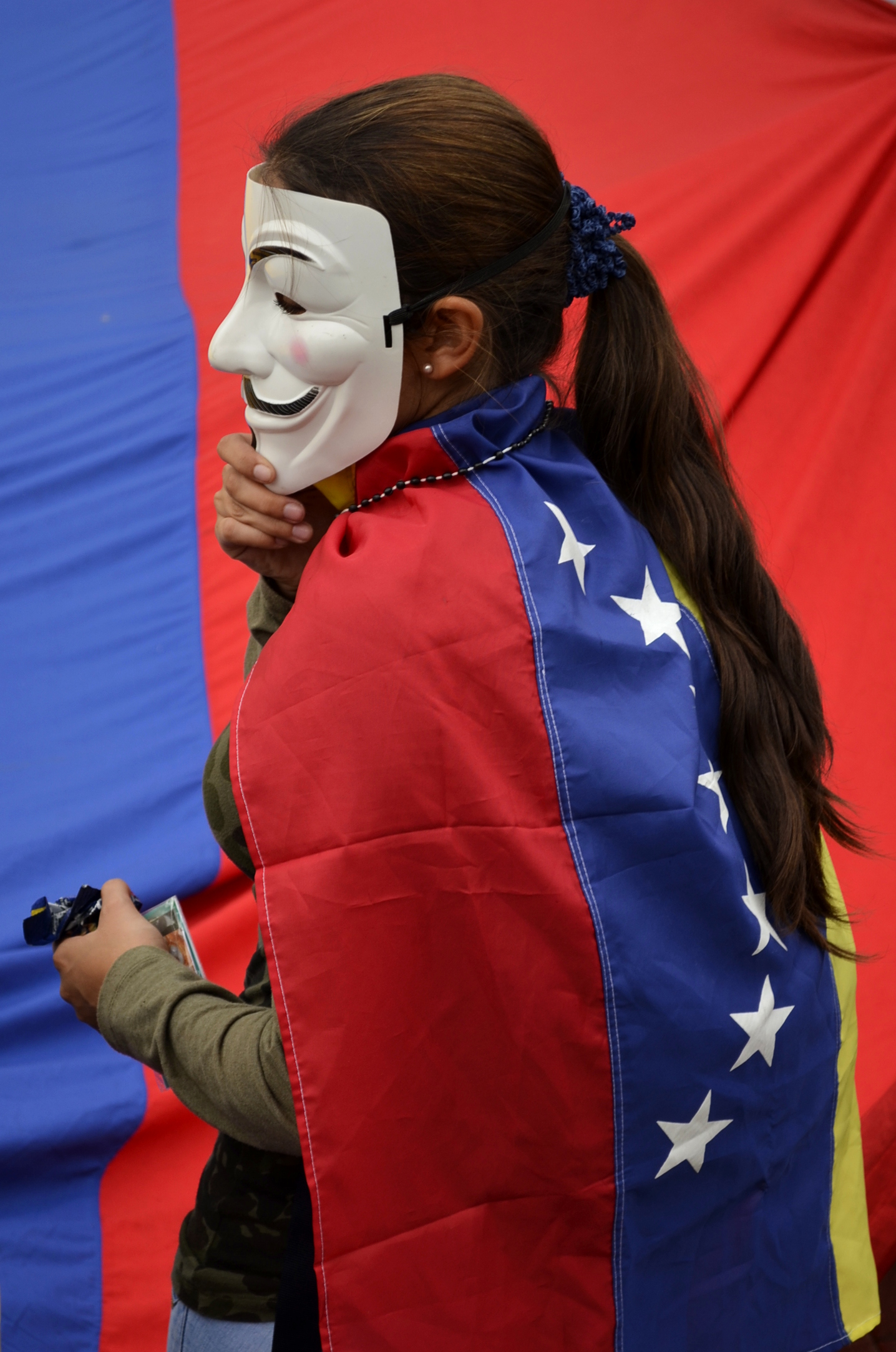
Manifestante venezolana usando la máscara durante una protesta en Venezuela en 2014.

El 23 de mayo de 2009, manifestantes que llevaban la máscara, hicieron explotar un barril de pólvora falso a las fueras del Parlamento británico durante una protesta por el tema de los gastos de los diputados.
Durante las protestas de 2011 en Wisconsin, y durante la subsiguiente toma de Wall Street y los continuos movimientos de ocupación, la máscara se dio a conocer internacionalmente como un símbolo de rebelión popular. En octubre de 2011, el activista Julian Assange asistió a la protesta en la bolsa de Londres con una máscara de Fawkes, que se quitó después de una petición de la policía.
En enero de 2012, las máscaras de Guy Fawkes fueron utilizadas por manifestantes contra la firma del ACTA en Polonia. En Mumbai, India, el 10 de junio de 2012, un grupo de 100 miembros de Anonymous y estudiantes universitarios se reunieron en Azad Maidan, vestidos de negro y con máscaras de Guy Fawkes, para protestar contra la censura de Internet por parte del Gobierno de la India.
La máscara fue utilizada por los manifestantes de Baréin durante su levantamiento en la Primavera Árabe por lo que fue prohibida en el país en febrero de 2013. Pocos meses después de una decisión similar de los Emiratos Árabes Unidos. El ministerio de industria y comercio de Baréin dijo que la prohibición de la importación de la máscara, a la que se refirió como "máscara de la revolución" se debió a la preocupación por la "seguridad pública". La decisión, calificada por La Voz de América como "inusual", marcó uno de los últimos esfuerzos del gobierno para reprimir el levantamiento que había durado, hasta entonces, dos años. Sin embargo, un activista de derechos humanos con sede en Gran Bretaña y Samuel Muston de The Independent minimizaron el efecto de la prohibición. El Manama Voice, informó que el uso de la máscara en las protestas aumentó luego de ser prohibida.
El 24 de noviembre de 2012, los partidarios nacional-anarquistas en Sídney, Australia, asistieron a una manifestación pro palestina en apoyo y solidaridad con el pueblo de Gaza, en lo que respecta a la Operación Pilar de Defensa, todos luciendo la máscara de Guy Fawkes. La máscaras también fueron usadas por los manifestantes antigubernamentales en Tailandia en 2012, y por los manifestantes en Turquía en 2013. También fueron utilizados en protestas en Brasil y Egipto en 2013.
El gobierno de Arabia Saudita prohibió la importación de las máscaras en mayo de 2013, y dijo que sería confiscada cualquiera que se encontrase en venta. El Ministerio de Asuntos Islámicos declaró que la máscara es "un símbolo de los rebeldes y la venganza", advirtió a los imanes y padres que "podrían ser utilizadas para incitar a los jóvenes a desestabilizar la seguridad y extender el caos..." El 22 de septiembre de 2013 la policía religiosa saudí prohíbe el uso de la máscara de Guy Fawkes, el día antes del Octogésimo tercer Día Nacional de Arabia Saudita.
El uso de máscaras durante una revuelta o reunión ilegal está prohibido en Canadá, tras la promulgación de la Ley C-309, llevar una de estas, conlleva a una sentencia máxima de 10 años de prisión.
Los manifestantes venezolanos en las protestas de 2014, entre la gran variedad de máscaras usadas; Se destaca la máscara de Guy Fawkes, en algunos casos, pintada con los colores de la bandera de Venezuela.
En el 2015 fue común el uso de la máscara durante los 4 meses de protestas consecutivas que se dieron en Guatemala, exigiendo la renuncia del presidente y la vicepresidenta después del escándalo de corrupción denominado Caso de La Línea en Guatemala.
En noviembre de 2020 se vio a muchos manifestantes usar las máscaras en los 6 días de protesta que hubo en Perú por la vacancia de su entonces presidente Martín Vizcarra y la asunción al cargo del presidente del congreso Manuel Merino ya que muchos afirman fue un acto anticonstitucional, las Protestas en Perú de 2020 terminaron con la muerte de 2 protestantes por represión policial, la renuncia de Manuel Merino y la designación al cargo de Presidente de la República al Dr. Francisco Sagasti.

### Visión de Moore y Lloyd

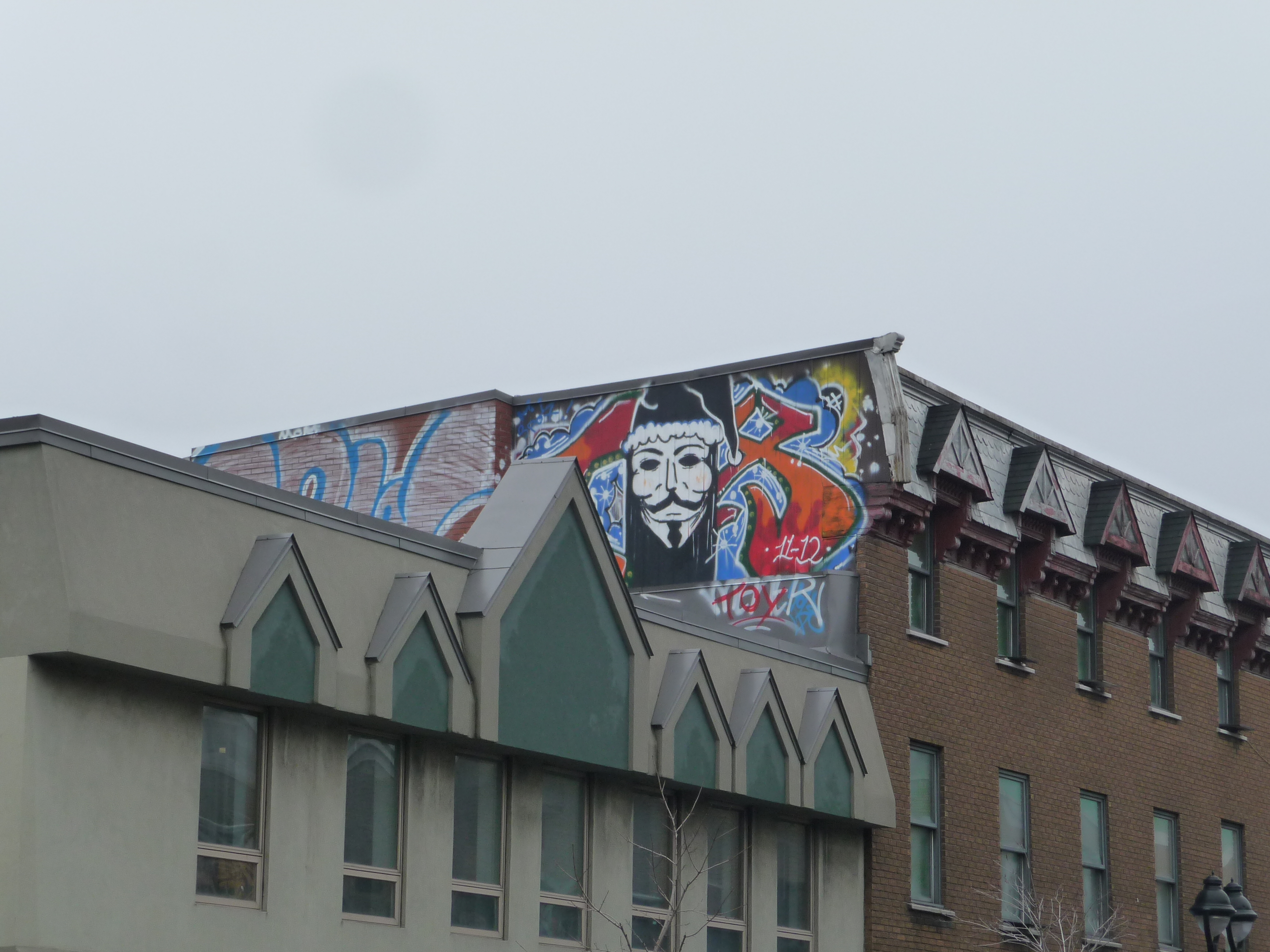
Grafiti de una máscara de Guy Fawkes pintada en la fachada de un edificio en Montreal, Quebec

Alan Moore, anarquista y autor de V de Vendetta, ha apoyado el uso de la máscara, durante una entrevista en 2008 con Entertainment Weekly declaró, "Me sentí muy reconfortado el otro día viendo las noticias al ver que hubo manifestaciones fuera de la sede de la Cienciología cerca de aquí, y que de repente colocan un vídeo que muestra todos estos manifestantes llevando máscaras de V de Vendetta (Guy Fawkes). Eso me agradó, me dio un sentimiento de calidez”. Además, Moore dijo a The Guardian: "Mientras escribía V de Vendetta en mi interior pensaba: ¿no sería genial si estas ideas en realidad tuviesen un impacto? Así que cuando empiezas a ver que la fantasía ociosa se entromete en el mundo real... es curioso. Se siente como si un personaje que creé hace 30 años ha escapado de alguna manera del reino de la ficción.
David Lloyd, ilustrador y cocreador de V de Vendetta, es citado diciendo:

...la máscara simboliza la resistencia sobre cualquier tiranía por eso se usa en China, en España, en Anonymous, en Occuppy Wall Street... porque puede ser usada como un símbolo de resistencia contra cualquier tiranía y por cualquiera; y el anonimato es muy válido, porque cualquiera tiene el derecho a protestar contra el sistema y hacerlo como un individuo cualquiera, todos somos parte de la sociedad y la sociedad tiene una identidad y sobre todo, cuando se combate a una tiranía no hay porqué identificar a nadie en concreto..
David Lloyd

## Ventas y propiedad corporativa de los derechos

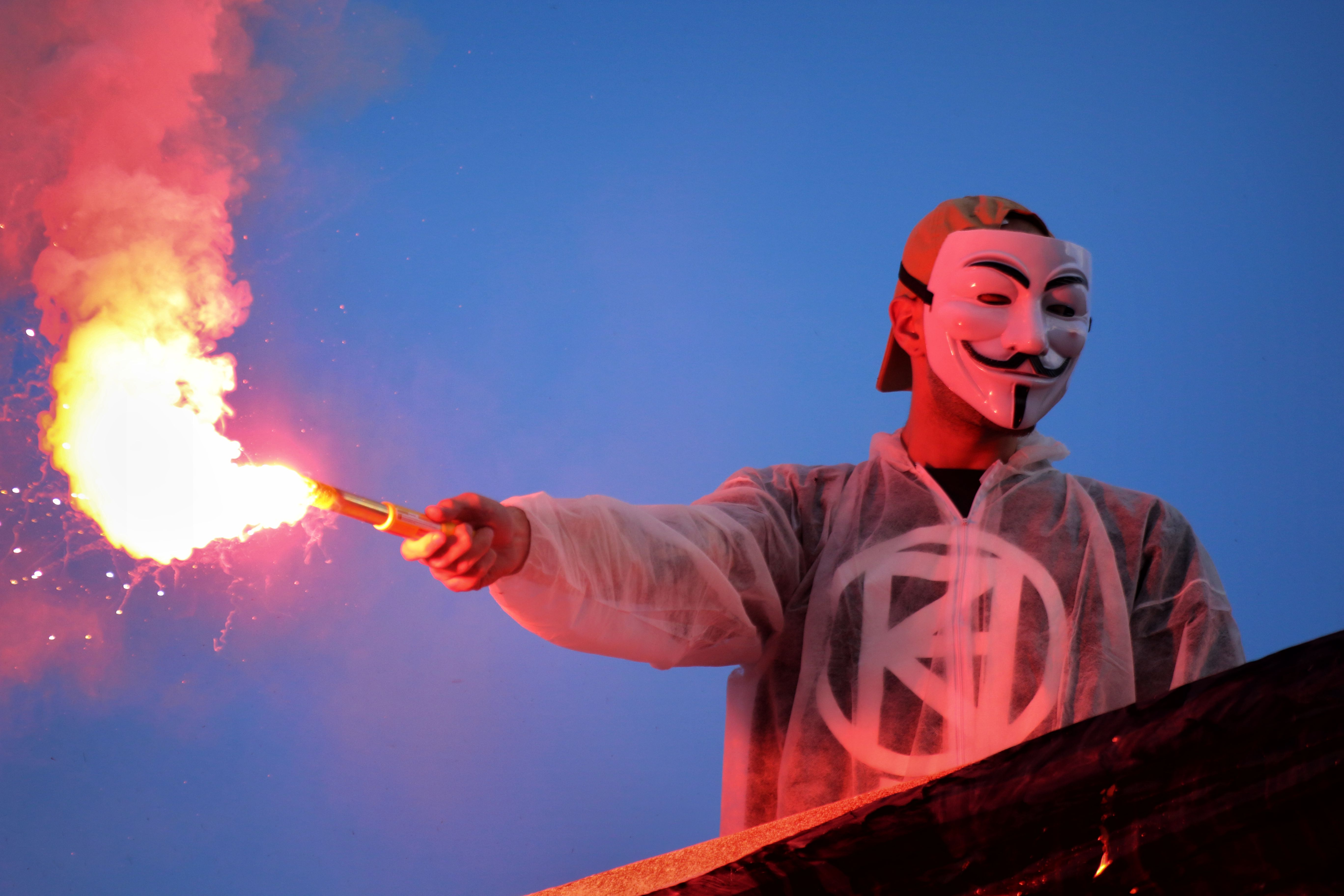
La máscaras de Guy Fawkes se han convertido en un símbolo de revolución y desobediencia civil

Según la revista Time en 2011, la máscara adoptada por los manifestantes era el elemento de mayor ventas en Amazon.com, que vende cientos de miles al año. Time Warner, una de las compañías de medios más grandes del mundo, recibe una cuota por cada máscara oficial que se vende, ya que posee los derechos de la imagen.